# Castle Project
Castle Project es un marco de aplicación de código abierto para implementaciones de plataforma CLI (como por ejemplo, Microsoft .NET). El proyecto fue fundado por Hamilton Verissimo de Oliveira, quien fue miembro de los proyectos Apache Avalon y Apache Excalibur. Profundamente interesado en el desarrollo de un contenedor de inversión de control, después de que renunció de Avalon y se desilusionó con Excalibur, pasó a desarrollar y lanzar el suyo propio para la plataforma .net.